# Louis-Frédéric Schützenberger
Louis-Frédéric Schützenberger ( Estrasburgo, 8 de septiembre de 1825, Estrasburgo, 17 de abril de 1903) fue un pintor germano-francés. 

## Biografía

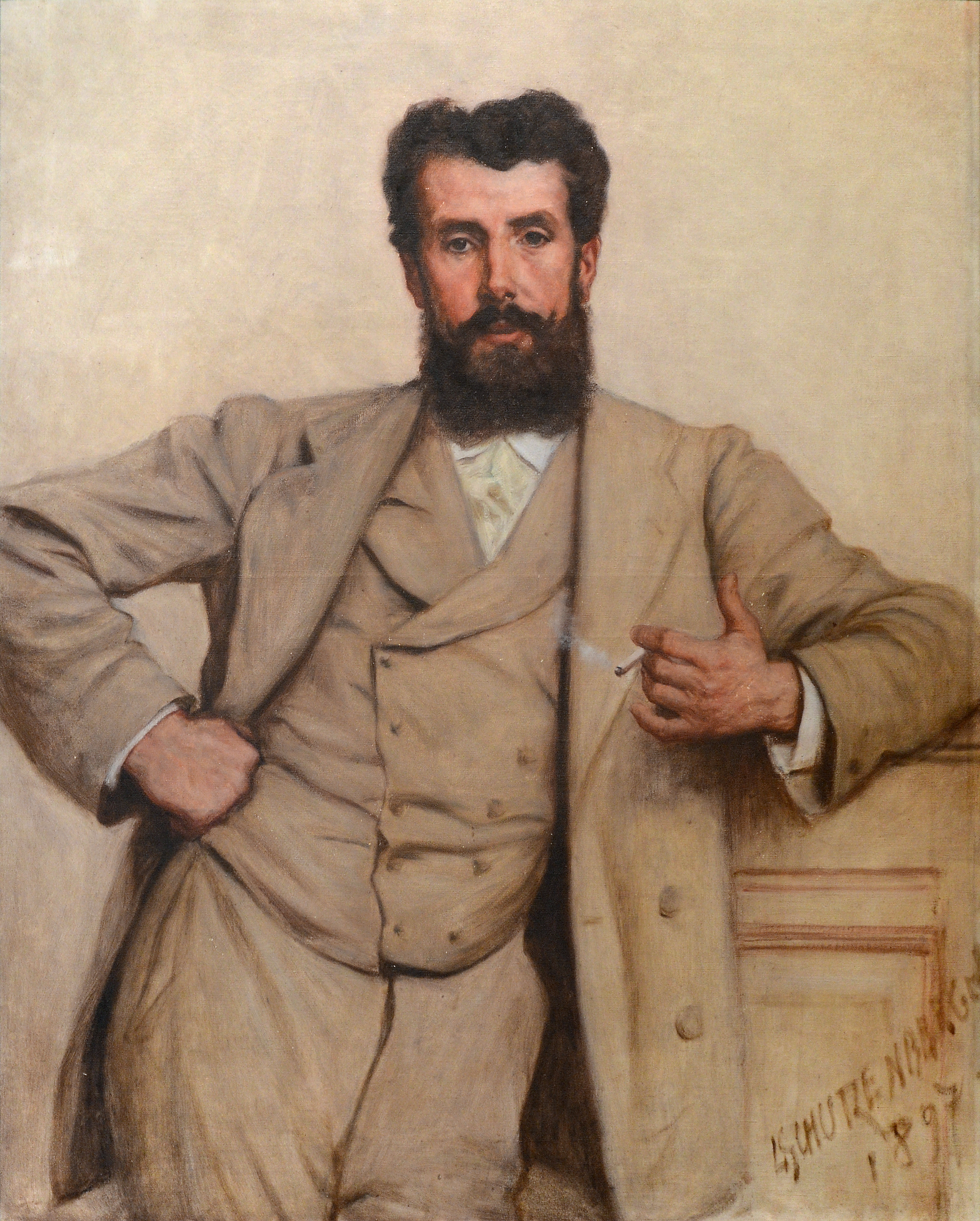
Retrato de un hombre (1897), Museo de Bellas Artes de Estrasburgo.

Schützenberger nació en una familia alsaciana de cerveceros famosos en Estrasburgo. Fue alumno de Paul Delaroche y Marc-Charles-Gabriel Gleyre en la Escuela nacional superior de Bellas Artes . Caballero de la Legión de Honor francesa desde 1870. 
En un período entre 1870 y 1885 fue dueño del castillo Scharrachbergheim-Irmstett, donde había hecho su estudio en el primer piso.   

## Trabajos
- Chasseur sonnant du cor ou L'Hallali, 1859, Museo de Bellas Artes de Estrasburgo
- Portrait d'homme, Museo de Bellas Artes de Estrasburgo
- Terpsícore, c. 1861, París, Musée d'Orsay
- Centaures chassant le sanglier, 1864, París, Musée d'Orsay
- L'Enlèvement d'europe, 1865, óleo sobre tela, 146x223, Musée des beaux-arts d'Arras
- Retrato de Mélanie Schützenberger, tía del artista, 1865, Museo de Bellas Artes de Estrasburgo.
- Retrato de Th. Berger, Museo de Bellas Artes de Estrasburgo
- Entrevue de César et d'Arioviste en Alsacia, Musée des beaux-arts de Mulhouse
- Le Soir, museo de bellas artes de Mulhouse
- L'Exode (famille alsacienne quittant hijo paga), 1872, Musée des beaux arts de Mulhouse
- Retrato de Mme Parot, 1875, Museo de Bellas Artes de Estrasburgo.
- Retrato de Louis Schützenberger Père, brasseur à Schiltigheim, 1876, Musée historique de Strasbourg
- Retrato de Mme Weber-Schlumberger, 1881, Museo de Bellas Artes de Estrasburgo.
- Retrato del barón Maximilien Frédéric Albert De Dietrich, 1882, colección privada.
- Scène d'inquisition, 1889, colección privada
- Portrait d'homme, 1897, Museo de Bellas Artes de Estrasburgo
- Retrato de mujer, 1900, colección privada.
- Portrait du gouverneur Louis-Gustave Binger, 1900, Musée d'art et d'histoire Louis Senlecq
- Retrato de mujer, Museo de Bellas Artes de Estrasburgo.
- Souvenir d'Italie - Fuite en Égypte, Musée des beaux arts de Mulhouse
- Femme nue, début du xxe siècle, Museo de Arte Moderno y Contemporáneo de Estrasburgo